# Веслі Колгоф
Веслі Колгоф (нід. Wesley Koolhof) — нідерландський тенісист, що спеціалізується на парній грі, чемпіон Вімблдону 2023 в чоловічому парному розряді, чемпіон Франції 2022 в міксті.

## Значні фінали

### Фінали турнірів Великого шолома

#### Парний розряд: 3 (1 титул)
| Результат | Рік  | Турнір               | Поверхня | Партнер       | Супротивники                        | Рахунок       |
| --------- | ---- | -------------------- | -------- | ------------- | ----------------------------------- | ------------- |
| Поразка   | 2020 | US Open              | Хард     | Нікола Мектич | Мате Павич Бруно Соарес             | 5–7, 3–6      |
| Поразка   | 2022 | US Open              | Хард     | Ніл Скупскі   | Раджив Рам Джо Солсбері             | 6–7(4–7), 5–7 |
| Перемога  | 2023 | Вімблдонський турнір | Трава    | Ніл Скупскі   | Марсель Гранольєрс Орасіо Себальйос | 6–4, 6–4      |

#### Мікст: 1 (title)
| Результат | Рік  | Турнір      | Поверхня | Партнер      | Супротивники                 | Рахунок       |
| --------- | ---- | ----------- | -------- | ------------ | ---------------------------- | ------------- |
| Перемога  | 2022 | French Open | Ґрунт    | Ена Сібахара | Ульрікке Ейкері Йоран Фліген | 7–6(7–5), 6–2 |

### Підсумкові турніри року

#### Парний розряд: 1 титул
| Результат | Рік  | Турнір             | Поверхня | Партнер       | Супротивники                       | Рахунок          |
| --------- | ---- | ------------------ | -------- | ------------- | ---------------------------------- | ---------------- |
| Перемога  | 2020 | ATP Finals, London | Хард (з) | Нікола Мектич | Юрген Мельтцер Едуар Роже-Васселен | 2–6, 6–3, [10–5] |

### Masters 1000

#### Парний розряд: 8 (3 титули)
| Результат | Рік  | Турнір               | Поверхня | Партнер          | Супротивники                        | Рахунок                    |
| --------- | ---- | -------------------- | -------- | ---------------- | ----------------------------------- | -------------------------- |
| Поразка   | 2019 | Miami Open           | Хард     | Стефанос Ціціпас | Боб Браян Майк Браян                | 5–7, 6–7(8–10)             |
| Поразка   | 2019 | Monte-Carlo Masters  | Ґрунт    | Робін Гас        | Нікола Мектич Франко Шкугор         | 7–6(7–3), 6–7(3–7), [9–11] |
| Поразка   | 2019 | Canadian Open        | Хард     | Робін Гас        | Марсель Гранольєрс Орасіо Себальйос | 5–7, 5–7                   |
| Поразка   | 2022 | Miami Open           | Хард     | Ніл Скупскі      | Губерт Гуркач Джон Ізнер            | 6–7(5–7), 4–6              |
| Перемога  | 2022 | Madrid Open          | Ґрунт    | Ніл Скупскі      | Хуан Себастьян Кабаль Роберт Фара   | 6–7(4–7), 6–4, [10–5]      |
| Перемога  | 2022 | Canadian Open        | Хард     | Ніл Скупскі      | Ден Еванс Джон Пірс                 | 6–2, 4–6, [10–6]           |
| Перемога  | 2022 | Paris Masters        | Хард (з) | Ніл Скупскі      | Іван Додіг Остін Крайчек            | 7–6(7–5), 6–4              |
| Поразка   | 2023 | Indian Wells Masters | Хард     | Ніл Скупскі      | Роган Бопанна Меттью Ебден          | 3–6, 6–2, [8–10]           |